# Mariusz Pawełek
Mariusz Pawełek (Wodzisław Śląski, 17 marzo 1981) è un ex calciatore polacco, di ruolo portiere.

## Statistiche

### Cronologia presenze e reti in nazionale
| Cronologia completa delle presenze e delle reti in nazionale ― Polonia | Cronologia completa delle presenze e delle reti in nazionale ― Polonia | Cronologia completa delle presenze e delle reti in nazionale ― Polonia | Cronologia completa delle presenze e delle reti in nazionale ― Polonia | Cronologia completa delle presenze e delle reti in nazionale ― Polonia | Cronologia completa delle presenze e delle reti in nazionale ― Polonia | Cronologia completa delle presenze e delle reti in nazionale ― Polonia | Cronologia completa delle presenze e delle reti in nazionale ― Polonia |
| Data                                                                   | Città                                                                  | In casa                                                                | Risultato                                                              | Ospiti                                                                 | Competizione                                                           | Reti                                                                   | Note                                                                   |
| ---------------------------------------------------------------------- | ---------------------------------------------------------------------- | ---------------------------------------------------------------------- | ---------------------------------------------------------------------- | ---------------------------------------------------------------------- | ---------------------------------------------------------------------- | ---------------------------------------------------------------------- | ---------------------------------------------------------------------- |
| 6-12-2006                                                              | Abu Dhabi                                                              | Emirati Arabi Uniti                                                    | 2 – 5                                                                  | Polonia                                                                | Amichevole                                                             | -1                                                                     | 46’                                                                    |
| 3-2-2007                                                               | Jerez de la Frontera                                                   | Estonia                                                                | 0 – 4                                                                  | Polonia                                                                | Amichevole                                                             | -                                                                      | 61’                                                                    |
| 15-12-2007                                                             | Adalia                                                                 | Polonia                                                                | 1 – 0                                                                  | Bosnia ed Erzegovina                                                   | Amichevole                                                             | -                                                                      | cap.                                                                   |
| 17-1-2010                                                              | Nakhon Ratchasima                                                      | Danimarca                                                              | 3 – 1                                                                  | Polonia                                                                | King's Cup 2010                                                        | -3                                                                     |                                                                        |
| Totale                                                                 |                                                                        | Presenze                                                               | 4                                                                      |                                                                        | Reti                                                                   | -4                                                                     |                                                                        |

## Palmarès

### Competizioni nazionali
- Campionato polacco: 3

Wisła Cracovia: 2007-2008, 2008-2009, 2010-2011